# جغد جیغ‌کش سرسیاه
جغد جیغ‌کش سرسیاه (نام علمی: Megascops atricapillus) نام یک گونه از سرده جغد جیغ‌کش است.